# Szántói Krisztián
Szántói Krisztián (Pécs, 1975. április 7. –) grafikus, illusztrátor.

## Élete
Gyerekkorát Sümegen töltötte, jelenleg Szekszárdon él. Édesapja rajztanár, így érdeklődése hamar a rajzolás és festés felé fordult. 1993-ban ötvös szakon végzett a Pécsi Művészeti Szakközépiskolában. 1998-ban diplomázott a Magyar Iparművészeti Főiskola Vizuális Kommunikáció Tanszékén állókép tervező-grafikus szakirányon. Az egyetem elvégzése óta illusztrál. Munkái többek között a Boss, a Hölgyvilág, a Csodaceruza, a Roham, a Figyelő és a Reader's Digest Válogatás lapokban jelentek meg, és állandó illusztrátora volt a Profiterol gazdasági, kulturális magazinnak. A Móra Könyvkiadó felkérésére számos könyvet illusztrált.
Leginkább a hagyományos technikák állnak közel hozzá, önálló alkotásai elsősorban festmények, színes ceruza és tus rajzok. Egyedi stílusa fanyar, groteszk. Az alkotói folyamatról így vall: "A legjobban sikerült rajzaim érzelmileg motiváltan, ösztönösen készülnek, minden vonal, folt az agyamban történő dolgok lenyomata. Így lesz friss, izgalmas, érzékeny, expresszív kép. Nincs vázlat, vagy sikerül, vagy nem."
Illusztrációit és saját munkáit kiállításokon is megmutatja. Egyedi stílusa festett kavicsokon és fabábukon is megelevenedik.

## Könyvek, kiadványok
- 2013. Magyar népmesék, illusztrált falinaptár, Kalendart
- 2013. Pálfy Julianna: A kölyökkutya felnő, Móra Könyvkiadó
- 2012. Léder László: A gyógyító kommunikáció, Betűvirág Kft.
- 2012. Pálfy Julianna: Egy kölyökkutya naplója, Móra Könyvkiadó
- 2011. Bálint Ágnes: Madárfürdő, Móra Könyvkiadó
- 2011. Dóka Péter, Komjáthy István: Betyárvilág, Móra Könyvkiadó
- 2011. Szokács Eszter: József világgá megy, Gólem Színház Egyesület
- 2010. Szokács Eszter: Ádám világgá megy, Gólem Színház Egyesület
- 2009. Dóka Péter: Az ellopott zsiráf, Móra kiadó
- 2008. Pándy Lajos: Olimpia Hetedhétországban, Mundus Magyar Egyetemi Kiadó
- 2008. Romhányi József: Misi meséi, Móra Könyvkiadó
- 2008. Weöres Sándor: Kocsi és vonat, Móra Könyvkiadó
- 2007. Alex Simmons, Bill McCay: A Holló szövetség, Móra könyvkiadó
- 2005. Győrei Zs., Schlachtovszky Cs.: A passzív apaszív, L’Harmattan Kiadó

## Kiállításai

### Egyéni kiállítások
- 2019. Virányosi Közösségi Ház, Budapest[6]
- 2018. Jókai Klub, Budapest[7]
- 2018. Városi Könyvtár, Göd
- 2016. Kindl Kupola Galéria, Tamási
- 2013. "Kutyák, betyárok, királylányok", Sümeg, Püspöki Palota
- 2011. „Betyárvilág”, Dzsem Pékség, Budapest
- 2008. „Befordulni tilos”, Design7, Kőleves vendéglő, Budapest
- 2008. Kortárs Művészeti Fesztivál, Aranybulla Könyvtár, Székesfehérvár
- 2008. Kávészünet Kávézó, Budapest
- 2008. „Fanyar idill”, Tripla Café, Budapest
- 2005. Dr. Mező Ferenc Gimnázium galériája, Nagykanizsa
- 2003. Újpesti Gyermek- és Ifjúsági Ház, Budapest
- 2002. Kisfaludy Sándor Gimnázium, Sümeg
- 1998. Tölgyfa Galéria Pince, Budapest

### Közös kiállítások
- 2019. Mesebeli Országok lengyel-magyar illusztrációs kiállítás, Budapest
- 2014. Észt-magyar illusztrációs kiállítás, Budapest, Szeged, stb.
- 2013. Sümegi alkotók, Sümeg, Püspöki Palota
- 2012. „Képes mesék”, a MOME hallgatóinak közös kiállítása, Jókai Klub, Budapest
- 2011. „Mikkamakka tárlata, Lázár Ervin emlékére”, Budapest Bábszínház, Budapest
- 2011. BIB (Biennale of Illustrations Bratislava), Pozsony
- 2011. "30 illusztráció", Magyar Illusztrátorok Társaságának kiállítása, XVIII. Budapesti Nemzetközi Könyvfesztivál, Millenáris Fogadó, Budapest
- 2011. „Illusztrált gyerekkönyvek, 2010” Millenáris Teátrum, Budapest
- 2010. „Sárkány nap” P'ART Mozi, Szentendre
- 2009. „Magyarázat”, Hamza Stúdió, Jászberény
- 2009. „Benedek Elek emlékkiállítás”, Csodaceruza kiállítása, Millenáris, Budapest
- 2008. Roham 7, Vam Design Center, Budapest
- 2008. „Az elhagyott gyermekek”, Csodaceruza kiállítása, Kossuth Klub, Budapest
- 2007. „Mesék a szemnek”, Ponton Galéria, Budapest
- 2007. 50 éves a Pécsi Művészeti Szakközépiskola, Pécsi Galéria, Pécs
- 2005. „Andersen, Verne, Don Quijote”, Csodaceruza kiállítása, Örökmozgó Filmmúzeum, Budapest
- 2003. XIV. Békéscsabai Tervezőgrafikai Biennálé
- 2001. „Iparművészet”, Műcsarnok, Budapest
- 2001. „Grafikus asztal”, Könyvhét, Gerbeaud Cukrászda, Budapest
- 2000. XII. Békéscsabai Tervezőgrafikai Biennálé
- 1998. Fiatal művészek kiállítása, Fundamenta Bank, Budapest
- 1996. „Műhelysarok-Ékszer”, Iparművészeti Múzeum, Budapest

## Díjak
- 2012. IBBY Magyar szekciója díja: „Az év gyermekkönyv-illusztrátora”[8]
- 2008. „Az elhagyott gyermekek” illusztrációs pályázat, II. díj, IV. Téli Gyerekirodalmi Fesztivál, Budapest
- 2005. „Andersen, Verne, Don Quijote” illusztrációs pályázat, III. díj, II. Téli Gyerekirodalmi Fesztivál, Budapest